# Elisabet Sjövall
Elisabet Sjövall, född 6 mars 1915 i Stockholm, död 10 maj 1981 i Båstad, var en svensk läkare och  socialdemokratisk politiker. 
Sjövall, som var dotter till rektorn Cornelius Sjövall och Hanna, född Nordlund, avlade studentexamen 1933 samt blev medicine kandidat 1937 och medicine licentiat i Stockholm 1942. Hon innehade underläkarförordnanden vid kirurgiska, gynekologiska och radiologiska avdelningar på olika lasarett samt var provinsialläkare och flyktingläkare 1940–1949, underläkare vid psykiatriska och rättspsykiatriska avdelningar 1949–1955 och poliklinikläkare vid mentalpolikliniken i Göteborgs stad från 1955. Hon var ledamot av Göteborgs stadsfullmäktige 1955–1956 och ledamot av andra kammaren från 1957, invald i Göteborgs stads valkrets. Hon var ledamot av Europarådets kulturella och vetenskapliga kommitté och ordförande i Europarådets vetenskapliga subkommitté från 1961. Hon var även ordförande i Riksförbundet för sexuell upplysning 1961–1964. Hon var också författare till boken Barlast utgiven på Albert Bonniers Förlag 1948. 
Sjövall gifte sig 8 november 1934 med överinspektör Sven Andersson men äktenskapet upplöstes 1945.